# Tulpanskål
Tulpanskål (Microstoma protractum) är en svampart som först beskrevs av Elias Fries, och fick sitt nu gällande namn av Kanouse 1948. Tulpanskål ingår i släktet Microstoma och familjen Sarcoscyphaceae.  Arten är reproducerande i Sverige. Inga underarter finns listade i Catalogue of Life.

## Källor

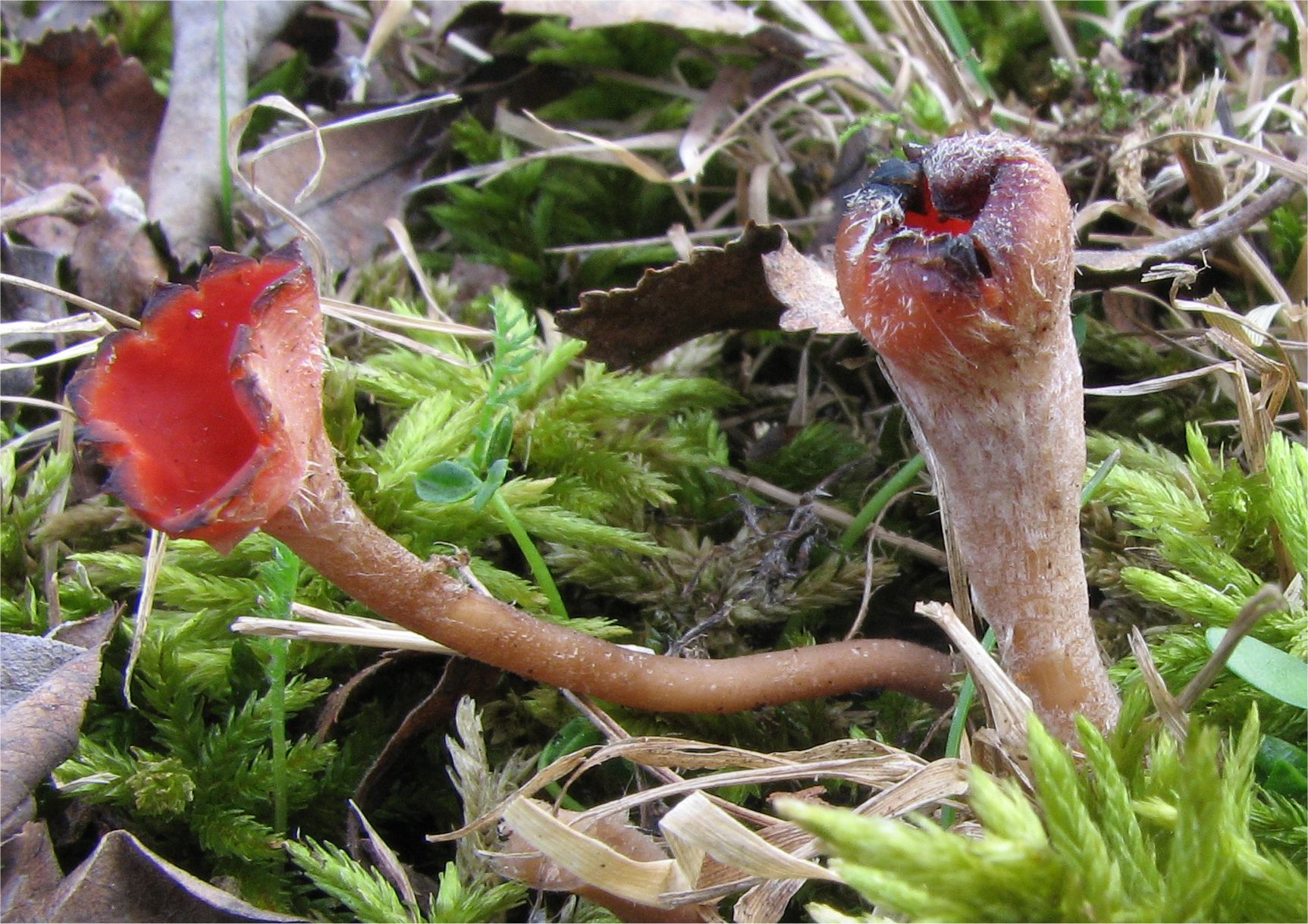
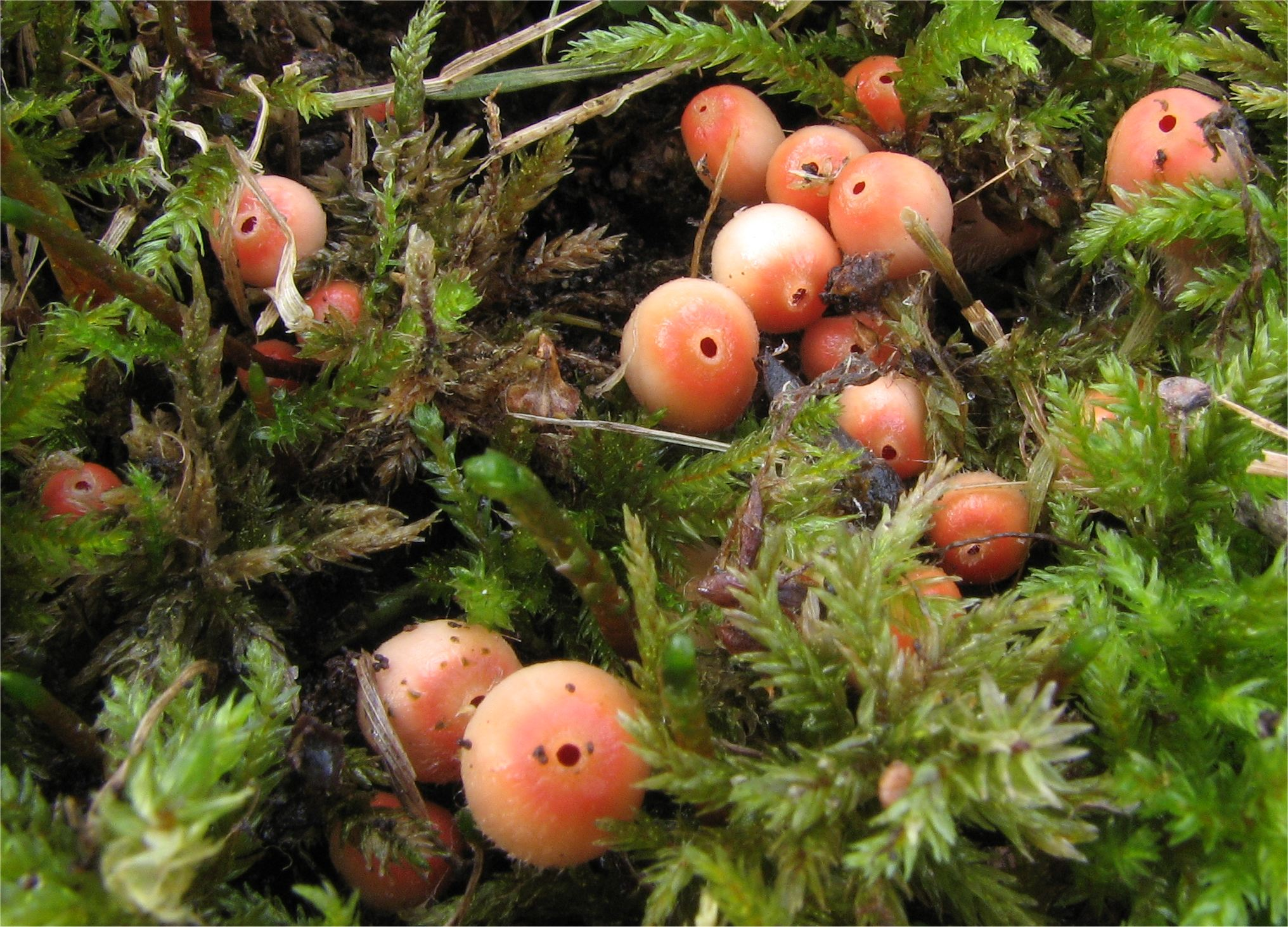
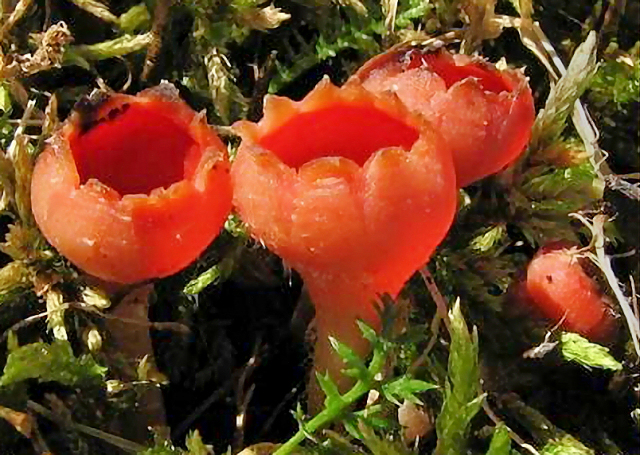
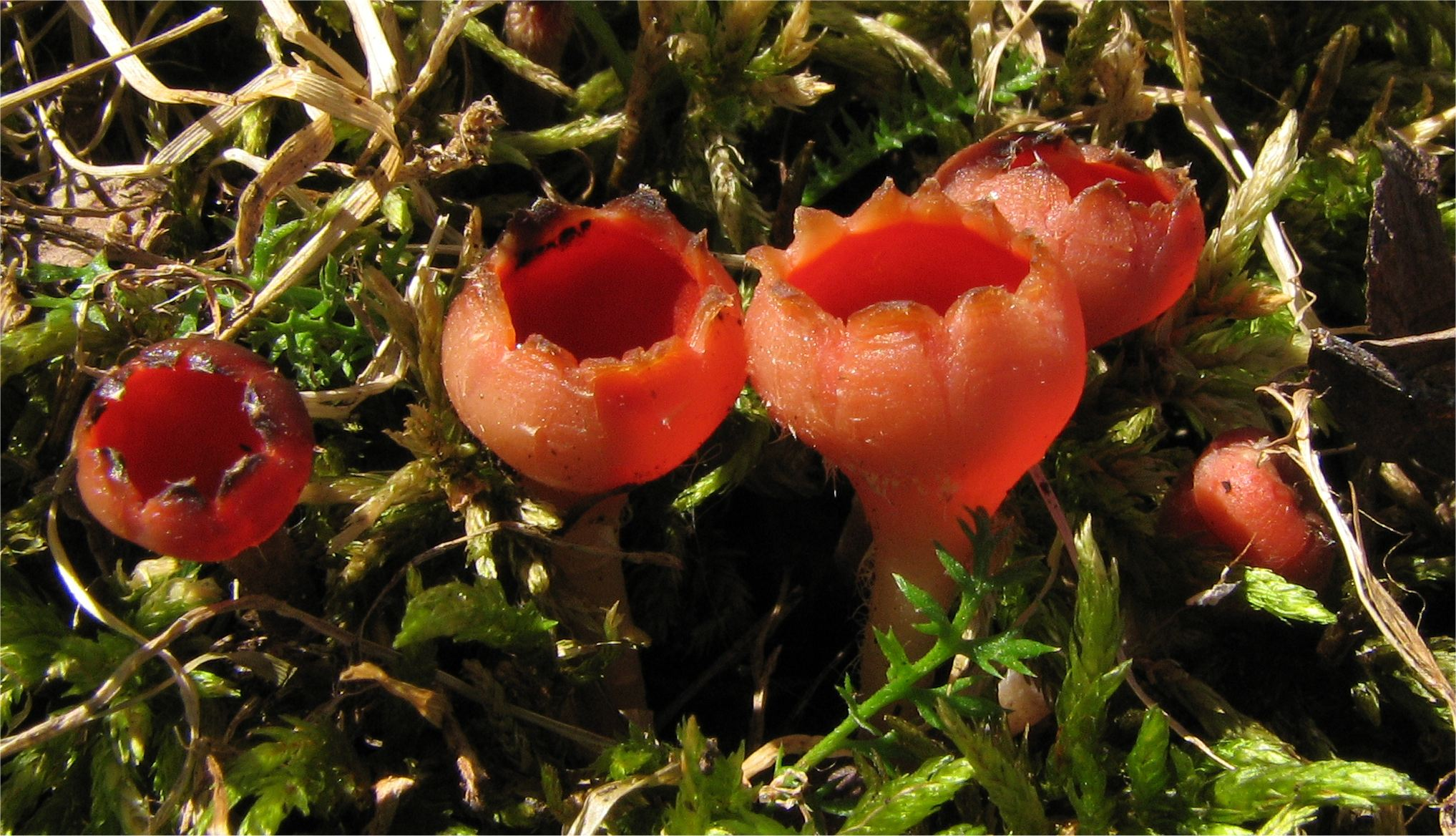